# Белолуцк
Белолу́цк (укр. Білолуцьк) — посёлок Старобельского района Луганской области Украины, расположен в междуречье рек Айдар и Белая. Относится к историческому региону Слобожанщина.

## Географическое положение
Географические координаты: 49° 42′ 0″ северной широты, 39° 0′ 35″ восточной долготы.
Расположен в междуречье рек Айдар и Белая.

## Этимология
Предыдущее название "Белолучк", происходит от изначального расположение поселка на правом берегу р. Айдар, против устья реки р. Белой. „Лучка” по украински - устье реки, обросшее лесом. Со временем согласная -ч- перешла в -ц-.

## История
Основан в первую половину XVII столетия переселенцами с Правобережной Украины. Сперва был расположен в угле, образуемом соединением р. Белой с Айдаром, что являлось естественной защитой от врагов. Но в 1643 году подвергся набегу татар, был ограблен, сожжен, многих жителей забрали в ясырь. Уцелевшие основали новое поселение на правом берегу Айдара.
В 1891 году Белолуцк был слободой Белолуцкой волости Старобельского уезда Харьковской губернии, в которой насчитывалось 710 дворов и 4900 жителей, действовали 2 школы, 2 постоялых двора, 3 торговые лавки и две православные церкви (Покровский и Преображенский храмы).
В дальнейшем Белолуцк стал районным центром Белолуцкого района.
В ходе Великой Отечественной войны был оккупирован немецкими войсками. В период оккупации здесь был создан концентрационный лагерь для советских военнопленных.
Статус посёлка городского типа с 1960 года. В 1968 году здесь действовали комбинат строительных материалов, молочный завод и маслобойный завод.
В январе 1989 года численность населения составляла 4632 человека.
В мае 1995 года Кабинет министров Украины утвердил решение о приватизации находившегося здесь ремонтно-строительного предприятия, в июле 1995 года было утверждено решение о приватизации совхоза.
По состоянию на 1 января 2013 года численность населения составляла 4017 человек.

## Население
| 1773  | 1852  | 1860  | 1864  | 1884  | 1897  | 1898  | 1905  |
| ----- | ----- | ----- | ----- | ----- | ----- | ----- | ----- |
| 1469  | ↗3297 | ↗3510 | ↗3663 | ↗4805 | ↗4969 | ↗5063 | ↗5310 |
| 1910  | 1911  | 1913  | 1914  | 1939  | 1959  | 1970  | 1979  |
| ↗5763 | ↘5656 | ↗6245 | ↗6389 | ↘4318 | ↗4809 | ↗4883 | ↗5037 |
| 1989  | 2001  | 2003  | 2004  | 2005  | 2006  | 2007  | 2008  |
| ↘4632 | ↘4252 | ↘4223 | ↘4209 | ↘4195 | ↘4151 | ↘4127 | ↘4103 |
| 2009  | 2010  | 2011  | 2012  | 2013  | 2014  | 2015  | 2016  |
| ↘4067 | ↗4076 | ↘4049 | ↘4013 | ↗4017 | ↘3983 | ↘3958 | ↘3901 |
| 2017  | 2018  | 2019  | 2020  | 2021  | 2022  |       |       |
| ↘3859 | ↘3840 | ↘3825 | ↘3772 | ↘3729 | ↘3695 |       |       |

### Языковой состав
Родной язык населения по данным переписи 2001 года:
| Язык       | Доля    |
| ---------- | ------- |
| Украинский | 94,64 % |
| Русский    | 4,84 %  |
| Другие     | 0,48 %  |

## Храм

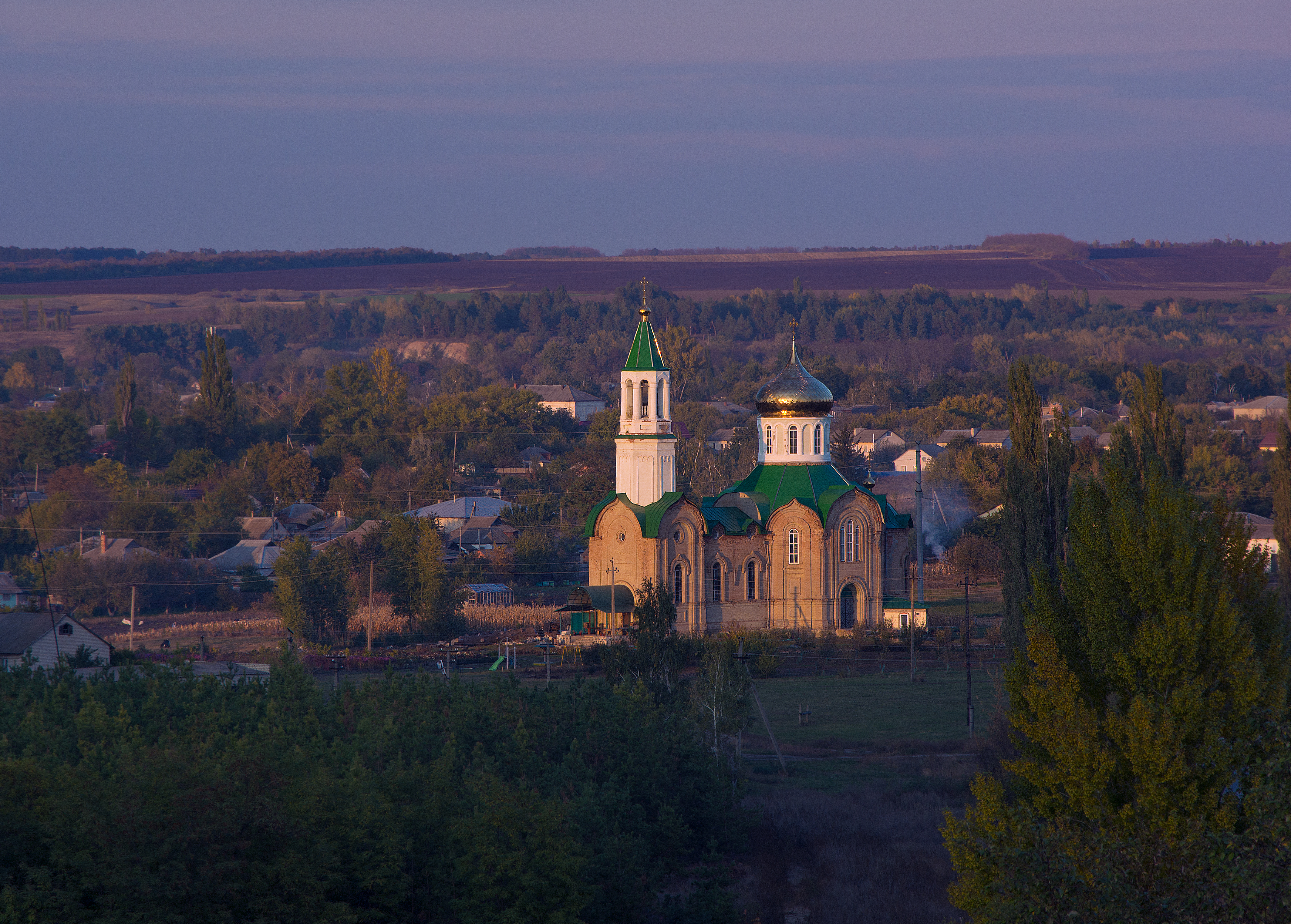

Свято-Троицкий храм был освящён и начал действовать в 1885 году. Строился 25 лет. Долгое время храм занимал в жизни прихожан значительное место. Строение получилось очень красивое. Церковь каменная, снаружи цементированная, внутри отштукатурена. На строении есть один большой купол и колокольня в два яруса. Строение храма хорошо сохранилось. Свято-Троицкий храм выстоял атеистическое нашествие 1920—30-х годов, но в конце 1960-х постепенно пришёл в упадок. Уменьшилось количество прихожан, скрытое преследование верующих привели к закрытию церкви. При Свято-Троицком храме действовала церковно-приходская школа.
Значительный след после себя оставила семья священников Поповых. Особенно Феоктист Иванович Попов, который способствовал постройке земского училища (впоследствии двухэтажное здание средней школы) и Белолуцкой больницы.
По состоянию на 2020 год проводилась реставрация храма.

## Образование
В поселке действуют гимназия и средняя школа 1—2 степеней. Музыкальная школа.

## Транспорт
Транспортное сообщение представлено автобусами областного и районного значения.
В 40 км от Белолуцка находится железнодорожная станция Солидарная.